# Johannes Goedaert
Johannes o Jan o Jean Goedaert, o Godaard o Goedaard o Godart o Koedaert o Goedartius (Middelburg, 19 marzo 1617 (battezzato) – Middelburg, 15 gennaio 1668 (sepolto)), è stato un incisore, pittore e naturalista olandese del secolo d'oro, noto per la pubblicazione della Metamorphosis et historia Naturalis Insectorum.

## Biografia
Figlio di Pieter e Judith Pottiers, fu probabilmente allievo di Christoffel van den Berghe. Operò a Middelburg nello stesso ambiente culturale di Jacob Cats e dei colti ministri Hondius e Lansbergen, dal 1635, anno a cui risalgono i suoi primi disegni noti ritraenti un bruco, fino al 1667. È di quest'anno, infatti, il suo ultimo lavoro conosciuto. Fece parte della Corporazione di San Luca della sua città natale.
Fu anche un importante entomologo e scrisse la Metamorphosis et historia Naturalis Insectorum, testo in 3 volumi pubblicato tra il 1662 ed il 1669, arricchito da circa 150 illustrazioni particolareggiate, che divenne un'opera famosa e fu tradotta in 3 lingue: francese, inglese e olandese. Quest'opera, in parte pubblicata postuma, rappresentò letteralmente il lavoro di una vita: Goedaert, infatti, iniziò le sue osservazioni intorno al 1635 e descrisse parecchi tipi di insetti tra cui api, calabroni, pidocchi delle piante, tarme, farfalle e mosche in tutti i loro stadi, studiandone le variazioni non solo di aspetto ma anche di alimentazione e utilizzando un proprio sistema di classificazione. Con questo testo si dimostrò un precursore degli studi etologico-sistematici ed anatomici che nel secolo seguente ebbero grande impulso, anche se la sua opera presenta vari errori, come ad esempio alcuni disegni di pupe con aspetto antropomorfico. Seguace della teoria della generazione spontanea, riteneva che il processo della metamorfosi comportasse la morte di una creatura (ad esempio un bruco) e il sorgere spontaneo di un'altra (ad esempio una farfalla) dai resti della precedente. Probabilmente, fu proprio attraverso il suo lavoro di naturalista che si avvicinò alla pittura, anche se non supportato da un'approfondita istruzione in materia. Devoto ed esperto nelle Sacre Scritture, godette di buona reputazione per il suo carattere buono e cordiale e fu legato da amicizia con il predicatore e studioso di scienze naturali Johannes de Mey, che giocò un importante ruolo nella composizione e pubblicazione dell'opera di Goedaert, particolarmente per quanto riguarda il primo volume, mentre Paulus Veerzaerdt, cappellano di Michiel de Ruyter, collaborò al secondo. Nella Metamorphosis, l'autore evidenziò un parallelismo tra religione e natura, inserendo richiami a passi della Bibbia in corrispondenza dei vari passaggi di stadi e trasse dalle sue osservazioni insegnamenti morali quali ammirazione, monito contro l'eccessiva curiosità e speranza nella resurrezione nonché riferimento all'ordine infuso da Dio nella natura.

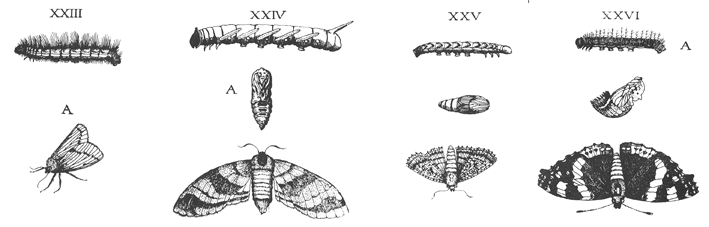
Metamorfosi (1663)

Tra le sue opere artistiche si annoverano soprattutto paesaggi, nature morte floreali e con insetti ed architetture. Eccelse nella realizzazione di acquerelli con uccelli e insetti.
Fu inoltre attivo come alchimista.

## Opere
- Metamorphosis naturalis, ofte Historische beschryvinghe vanden ..., di Johannes Goedaert[6]